# جان ناكو نابرابول
جان ناكو نابرابول (20 يوليو 1980 بفانواتو - ) هو لاعب كرة قدم فانواتي في مركز الهجوم. شارك مع منتخب فانواتو لكرة القدم. أما مع النوادي، فقد لعب مع نادي أميكال ‏ وYatel F.C. ‏ ونادي تافيا ‏.

## روابط خارجية
- جان ناكو نابرابول على موقع قاعدة بيانات كرة القدم.إي يو (الإنجليزية)
- جان ناكو نابرابول على موقع ناشيونال فوتبول تيمز (الإنجليزية)
- جان ناكو نابرابول على موقع Soccerway.com (الإنجليزية)